# Dúdar
Dúdar è un comune spagnolo di 300 abitanti situato nella comunità autonoma dell'Andalusia.